# Walther Darré
Ricardo Walther Óscar Darré (Buenos Aires, Argentina, 14 de julio de 1895-Múnich, Alemania, 5 de septiembre de 1953) fue un militar y SS-Obergruppenführer (Teniente General de las SS) argentino, posteriormente nacionalizado alemán, y uno de los principales ideólogos nacionalsocialistas del Blut und Boden ('Sangre y Suelo'). Fue Reichsminister de Alimentación y Agricultura entre 1933 y 1942.

## Biografía
Nació en el barrio de Belgrano de Buenos Aires (Argentina), hijo de padre alemán de ascendencia francesa (hugonote) y de madre argentina de ascendencia sueca y alemana. Su padre era director de una compañía de exportación e importación. Aunque la unión de sus padres no era feliz, vivieron prósperamente y educaban a los niños ellos mismos hasta que se vieron forzados a volver a Alemania, debido al empeoramiento de las relaciones internacionales en los años que precedieron a la Primera Guerra Mundial. La educación personal de Darré era buena y aprendió cuatro idiomas: inglés, español, alemán y francés.
Sus padres lo enviaron a Alemania a los nueve años, donde asistió a la escuela en Heidelberg; en 1911 lo enviaron como alumno de intercambio al King's College de Londres. El resto de la familia volvió a Alemania en 1912. Ricardo (como era conocido en la familia) pasó dos años en el Oberrealschule en Gummersbach, seguido a principios de 1914 por la escuela colonial alemana en Witzenhausen, al sur de Gotinga, donde despertó su interés por los cultivos y granjas.
Después de un año en Witzenhausen se alistó voluntariamente en el ejército. Lo hirieron un buen número de veces mientras sirvió en la Primera Guerra Mundial, pero le fue mejor que a la mayor parte de sus contemporáneos.
Cuando la guerra terminó, quiso volver a Argentina para dedicarse a la agricultura, pero la posición financiera de la familia se debilitó durante los años de la inflación y esto se hizo imposible. Volvió a Witzenhausen para continuar sus estudios. Obtuvo entonces un trabajo honorario como ayudante en una granja de Pomerania: la observación del tratamiento dado a los soldados alemanes que volvían lo impresionó.
En 1922 se trasladó a la Universidad de Halle para continuar sus estudios: allí se dedicó a los estudios de cría de animales. No terminó su doctorado en filosofía hasta 1929, a la edad de 34 años. Durante este tiempo estuvo trabajando en el este de Prusia y en Finlandia.
Como joven en Alemania, Darré entró inicialmente en Artamans, un grupo juvenil völkisch (étnico alemán), que propugnaba un retorno a la tierra. En este contexto Darré comenzó a desarrollar la idea de que la raza debía estar ligada al suelo: esta idea vino a ser conocida como Blut und Boden ('Sangre y suelo'). Su primer artículo político en 1926 discurría a propósito de la colonización interna, argumentando contra la intención alemana de recuperar las colonias perdidas durante la guerra de 1914. La mayor parte de su obra escrita en este tiempo, sin embargo, estaba relacionada con los aspectos técnicos de la cría de ganado.
Su primer libro, Das Bauerntum als Lebensquell der nordischen Rasse (El campesino como fuente de vida de la raza nórdica) fue escrito en 1928. Abogó por métodos más naturales para la gestión de la tierra, poniendo gran énfasis en la conservación de los bosques, y exigió más espacio abierto en la expansión de las granjas de animales. Entre los que fueron impresionados por estos conceptos estuvo Heinrich Himmler, otro de los miembros de Artamans.

## Ingreso en el NSDAP

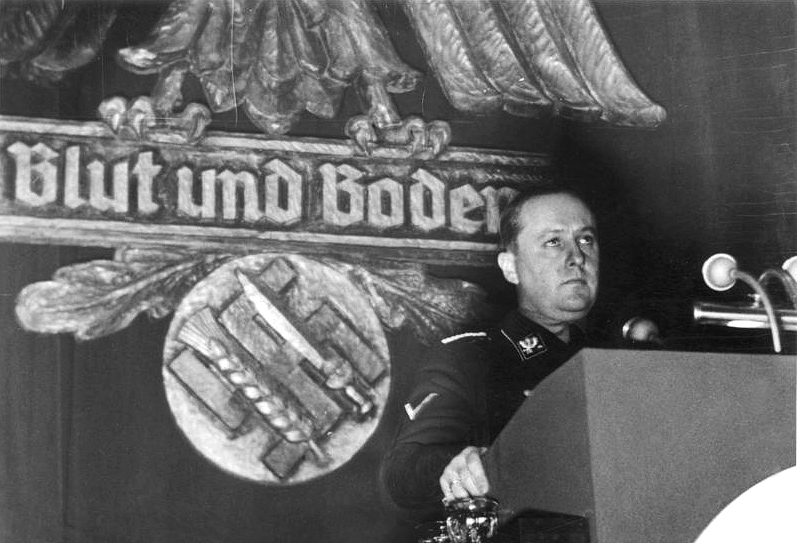
Walther Darré en un mitin bajo el lema Blut und Boden, Goslar (1937).

Darré fue un nacionalsocialista activo a partir del verano de 1930. Creó un programa político agrario para reclutar a granjeros para el NSDAP. Darré se basó en tres claves principales para este programa:
- Explotar el malestar en el campo como arma contra el gobierno de la ciudad.
- Ganarse a los campesinos como partidarios nacionalsocialistas.
- Ganar distritos electorales de gente que podrían ser utilizados como colonos para desplazar a los eslavos en las conquistas futuras en el Este.

Después de que los nacionalsocialistas subieran al poder, desde junio de 1933 a mayo de 1942, Darré se convirtió en el ministro (Reichsminister) de Alimentación y Agricultura, director de la Oficina de la Raza y Reasentamiento (Rasse und Siedlungshauptamt o RuSHA), y Reichsbauernführer (líder de los campesinos). Habló con los grandes terratenientes para que estos cedieran algo de sus propiedades para crear nuevas granjas, y promovió el Erbhofgesetz, que reformó las leyes de herencias para prevenir la división de granjas en unidades más pequeñas.
En su paso por la Oficina de la Raza y el Reasentamiento (vinculada a las SS), desarrolló un plan para el Rasse und Raum ('Raza y Espacio', o 'Territorio') que proporcionó el fondo ideológico para la política expansiva nazi. Darré influenció fuertemente a Himmler en su meta para crear una aristocracia racial alemana basada en la crianza selectiva.
Darré dimitió en 1942, aparentemente por motivos de salud, pero en realidad fue porque discutió una orden de Hitler para reducir las raciones en los campos de trabajo.[cita requerida]
Darré fue arrestado en 1945 y juzgado en Núremberg en el juicio de los ministerios, entre 1947 y 1949. Lo absolvieron de muchos de los cargos más serios, específicamente los referentes a genocidio, sin embargo, fue condenado a siete años de prisión. Excarcelado en 1950, murió en Múnich el 5 de septiembre de 1953, víctima de un cáncer de hígado, inducido por su alcoholismo.